# Halide Edib Adıvar
Halide Edip Adıvar (în turcă otomană خالده اديب اديوار, altă formă: Halidé Edib; n. 11 iunie 1884, Constantinopol, Imperiul Otoman – d. 9 ianuarie 1964, Istanbul, Turcia) a fost o scriitoare turcă și lider al mișcării feministe din această țară. Talentul său este descoperit de scriitorul Ahmet Midhat, însă adevăratul debut al lui Halide Edip are loc în anul 1908 când aceasta începe să publice diverse articole în ziarul Tanin, editat de Hüseyn Cahit.

## Copilăria și adolescența lui Halide Edip Adıvar
Halide Edip care își pierde mama de la o vârstă fragedă își împarte anii copilăriei și ai adolescenței între casa bunicilor și cea a tatălui, care după moartea soției se recăsătorește de câteva ori. Aceste căsătorii ale tatălui său o vor determina ulterior să devină o militantă împotriva poligamiei. Halide Edip va evoca amintirile fericite ale copilăriei pe care le-a trăit în casa bunicilor în cartea care cuprinde memoriile sale Mor Salkımlı Ev (Casa cu glicine), conceput inițial în limba engleză în anul 1926 și tradus ulterior în limba turcă în anul 1963.
În această casă Halide Edip va beneficia și de prima educație religioasă; în cartea sa autobiografică descrie moscheea Selimiye, aflată în apropierea casei bunicilor, mesele de iftar din timpul postului de Ramadan, dar și rugăciunile facute la moschee.

## Educația lui Halide Edip Adıvar
Spre deosebire de casa bunicilor în care primește o educație religioasă, Halide Edip are prilejul de a beneficia și de o educație modernă, tatăl său nutrind o admirație deosebită față de civilizația britanică, dorind astfel să își educe fiica în spiritul acestui sistem.
Din anul 1893 este înscrisă la Amerikan Kolej, loc în care primește o educație modernă ajungând să își perfecționeze limba engleză și primind informații despre alte religii; mai mult decât atât, Halide Edip citește Biblia pentru prima dată.
În paralel, Halide Edip primește în particular lecții de muzică, de limbă arabă, turcă și franceză predate de Rıza Tevfik, dar și lecții de matematică de la profesorul Salih Zeki.
Mai mult decât atât, în anul 1901, după terminarea liceului Halide Edip se căsătorește cu profesorul său de matematică Salih Zeki. În această perioadă traduce din limba engleză „Aventurile lui Sherlock Holmes”, personaj îndrăgit atât de soțul, cât și de tatăl său. Aceștia sunt anii în care citește din plin opere scrise de Emile Zola. Din acest mariaj al lui Halide Edip cu Salih Zeki rezultă doi copii pe nume Ayetullah și Hasan Hikmetullah Togo.

## Activitatea jurnalistică și opera
Halide Edip începe să publice începând cu anul 1908 articole în ziarul Tanin, condus la acea vreme de Hüseyin Cahit. Unul dintre primele articol pe care le publică în paginile acestui ziar este „Beșiği Sallayan El Dünyaya Hükmedir”  în care Halide Edip vorbește despre principalul rol pe care femeile le aveau în societatea turcă a acelor
vremuri, respectiv cel de soție și de mamă. Mai mult decât atât, în anul 1908, Halide Edip înființează Societatea pentru Emanciparea Femeii. Aceste idei cu viziuni progresiste se regăsesc și în operele sale de renume dintre care amintim: Raik’in Annesi (publicat în 1908), Seviye Talib (1910), Handan (1912),
Yeni Turan (1912) în care sunt înfățișate eforturile femeilor de a se dezvolta într-o societate profund patriarhală; dar și romanul intitulat Ateșten Gömlek închinat armatei care a purtat bătălia de pe fluviul Sakarya desfășurată în cadrul Războiului de Eliberare Națională la care a participat și scriitoarea care a fost ridicată ulterior la rangul de caporal.
În timpul revoltei de la 31 martie 1908, Halide Edip care participase la dezbaterile publice apărând principiile reformatoare este nevoită să se refugieze cu copiii săi în Egipt, de unde pleacă în Anglia. În această perioadă, Halide Edip cunoaște numeroși scriitori și oameni de cultură, își limpezește opțiunile privitoare la democrație, la drepturile femeii în societate, la învățământ și educație .
Întoarsă de la Londra publică romanul Seviye Talib, care primește critici favorabile. În următorii ani, căsătoria cu profesorul de matematică Salih Zeki se deteriorează, astfel încât Halide Edip alege să pună capăt acestui mariaj în 1910.
În următorii ani, Halide Edip publică în revista Türk Yurdu articole în care erau pomenite idei formulate de Ziya Gökalp, considerat a fi părintele Turcismului-Türkçülük, și își continuă și activitatea de scriitor prin publicarea a altor două romane, Handan și Yeni Turan. Scriitoarea și feminista Halide Edip își începe activitatea didactică în Siria - care atunci era teritoriu otoman - unde îl cunoaște pe doctorul Adnan Adıvar cu care se recăsătorește pe data de 23 aprilie 1917. Adeziunea totală a scriitoarei la politica promovată de Mustafa Kemal Atatürk se reflectă în sprijinul acordat acestuia cu prilejul inaugurării Marii Adunări Naționale( Büyük Millet Meclisi) la 23 aprilie 1920, cît și prin implicarea sa directă în campaniile militare, în urma cărora Imperiul Otoman se prăbușește lăsând locul noii Republici turce  . Feministă convinsă, Halide Edip va susține cu fervoare dreptul femeilor de a vota și de a candida la alegerile parlamentare, stârnind iritare. După 1924, Halide Edip Adıvar și soțul său vor fi nevoiți să părăsească țara, stabilindu-se pentru o vreme la Viena de unde va trimite gazetei Vakit numeroase articole cuprinzând impresii asupra civilizației europene; articole prin intermediul cărora încearcă să contribuie la modernizarea Turciei  . De altfel, cu exceptia unei scurte perioade, Halide Edip va petrece cea mai mare parte a intervalului 1924-1939 în afara țării, locuind cu predilecție la Paris și Londra.
Revenită în țară, Halide Edip Adıvar își continuă activitatea publicistică pronunțându-se împotriva unor regimuri totalitare și se implică din nou în politică, în calitate de deputată independentă de Izmir. Nu mai puțin importante sunt volumele de memorii ale lui Halide Edip Adıvar care au contribuit la o cunoaștere mai nuanțată a societății turce, respectiv celei otomane( Memoirs-1926, Mor Salkımlı Ev-1963).
Halide Edip - devenită după cea de-a doua căsătorie Adıvar - una dintre cele mai importante scriitoare și feministe din Turcia moare în anul 1924, la vârsta de 82 de ani. Halide Edip, care este prima femeie de religie musulmană absolventă a unei universități, a fost preocupată de problematica complexă a femeii aflate într-o societate în plin proces de redefinire a identității, eroinele mai ales primei sale perioade de creație fiind adeseori femei instruite, culte, atrase de artă, însă neînțelese, neprețuite la adevărata lor valoare de către o societate dominată încă de valorile universului masculin.

## Listă opere
Activitate jurnalistică:
- 1908 - articole publicate în ziarul „Tanin” privind rolul femeii în societate, necesitatea reformelor sociale, teme inspirate din istoria otomană timpurie;
- revista Türk Yurdu – articole militante;
- conduce agenția de presă turcă Hakimyet-i Milliye („Suveranitatea nației”);
- după 1924, trimite articole gazetei Vakit conținând impresii asupra civilizației moderne, progresele Turciei pe calea modernizării;

Romane:
- Raik’in Annesi -(Mama lui Raik)-1908;
- Seviye Talib-1910;
- Handan-1912;
- Yeni Turan -(Noul Turan)-1912;
- Ateșten Gömlek -(Ordalia)-1921;
- Sinekli Bakkal -(Băcănia cu muște);
- Tatarcık -(Micuța tătăroaică)-1939;
- Heyula -(Spectrul)-1909;
- Mev’ud Hüküm -(Sentință predestinată)-1917;
- Döner Ayna -(Oglinda rotitoare)-1954.

Teatru:
- The Clown and His Daughter-The Shadow Play-1936.

Povestiri:
- Harap Mabedler -(Temple în ruină)-1911;
- Doğa Çıkan Kurt -(Lupul urcat pe munte)-1922;
- Kubbede Kalan Hoș Sada -(Plăcutul ecou rămas sub cupolă)- reunește fragmente în proză publicate de către diverse publicații-1974.

Traduceri-Shakespeare:
- Hamlet-1941;
- As You Like It-1943;
- Coriolanus-1945.

Volum de memorii:
- Memoirs(1926) tradus în anul 1963 în limba turcă-„Mor Salkımlı Ev”.

Volum de călătorie:
- Inside India-1937.

Istorie a literaturii engleze:
- İngliz Edebiyatı Tarihi în trei volume publicate între anii 1940-1949.